# فيكي ماكنزي
فيكي ماكنزي (بالإنجليزية: Vicki Mackenzie)‏ هي صحفية بريطانية، ولدت في 1947 في إنجلترا في المملكة المتحدة.